# 斯特灵大学
斯特灵大学（英語：University of Stirling）是位于苏格兰的斯特灵市的一所公立大學，1967年以埃斯利城堡為中心建成，為20世紀英國成立的平板玻璃大學之一。

## 历史
斯特灵大学是“平板玻璃大学”（指1960年代后成立的大学）之一。罗宾斯在1968年成为大学首任校长。大学的校园由苏格兰建筑大师，罗伯特·马修·约翰逊·马歇尔设计，其特色是低人口密度，多功能，现代化，并与周围的环境和谐相称。当斯特灵大学在1967年11月13号获得皇家特许状时，其只有164位本科学生和31名研究生。此后逐漸擴大。

## 校园

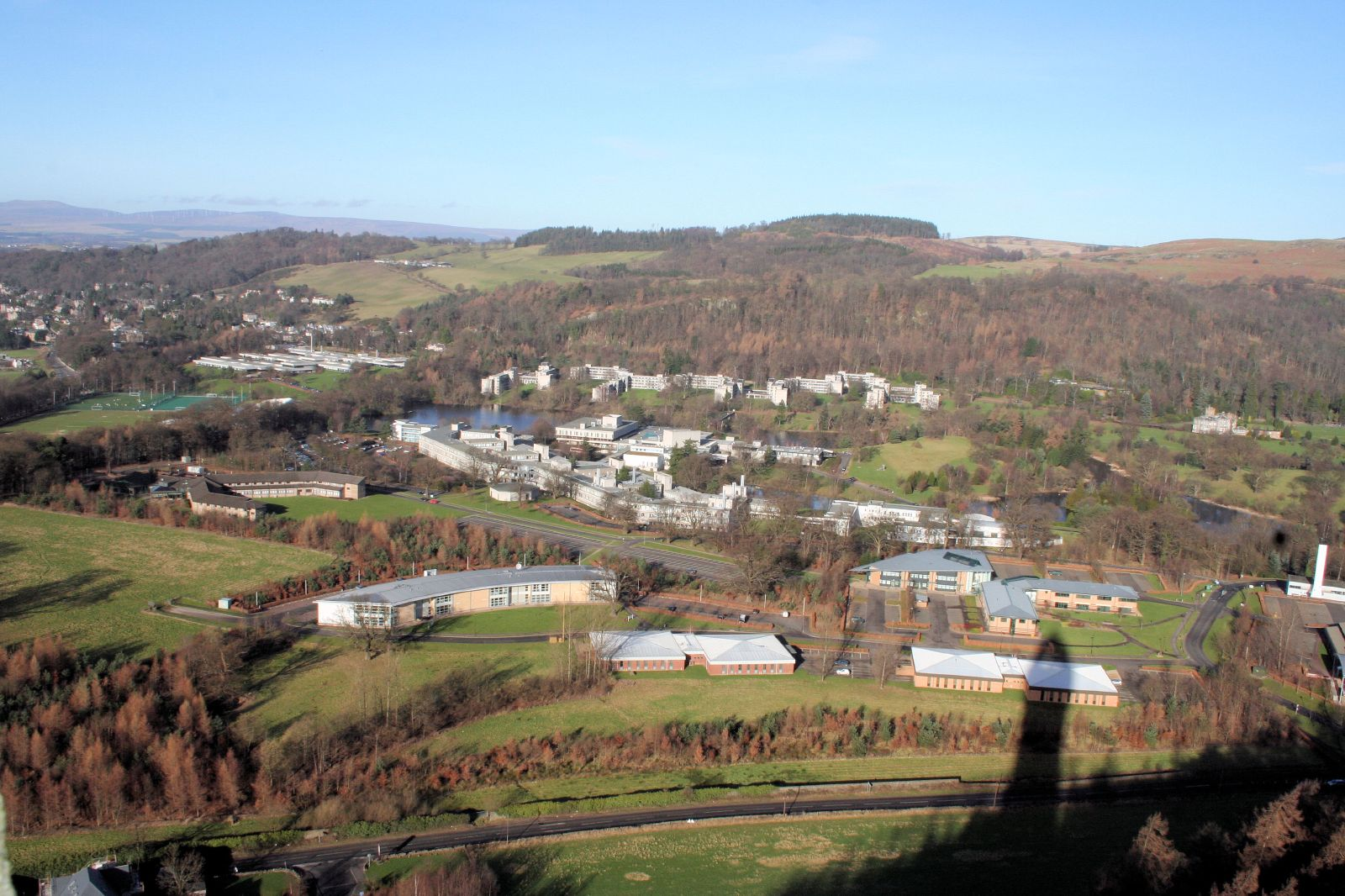
远看校园

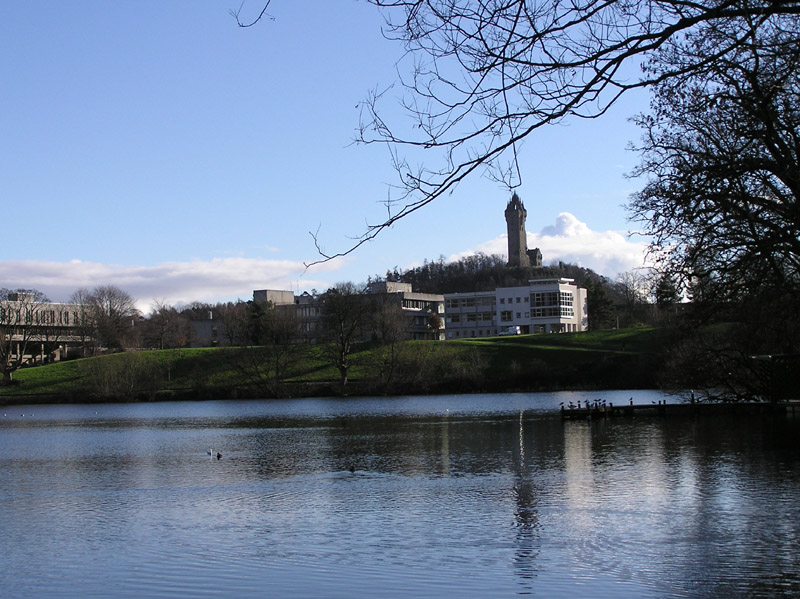
大学风光

大学的主园区距离斯特灵市中心约2公里，其实际上更邻近艾伦桥镇。校区曾经是罗伯特亚当设计Airthrey城堡的属地，Airthrey城堡也早已经成为大学教舍的一部分。斯特灵大学的校园被誉位世界最美校园之一，和喻为克雷格修道院和Ochil山下的鸟巢。2002年，斯特灵大学及其Airthrey村的景观被国际古迹遗址理事会列为英国20世纪前20名的遗址。

### 体育

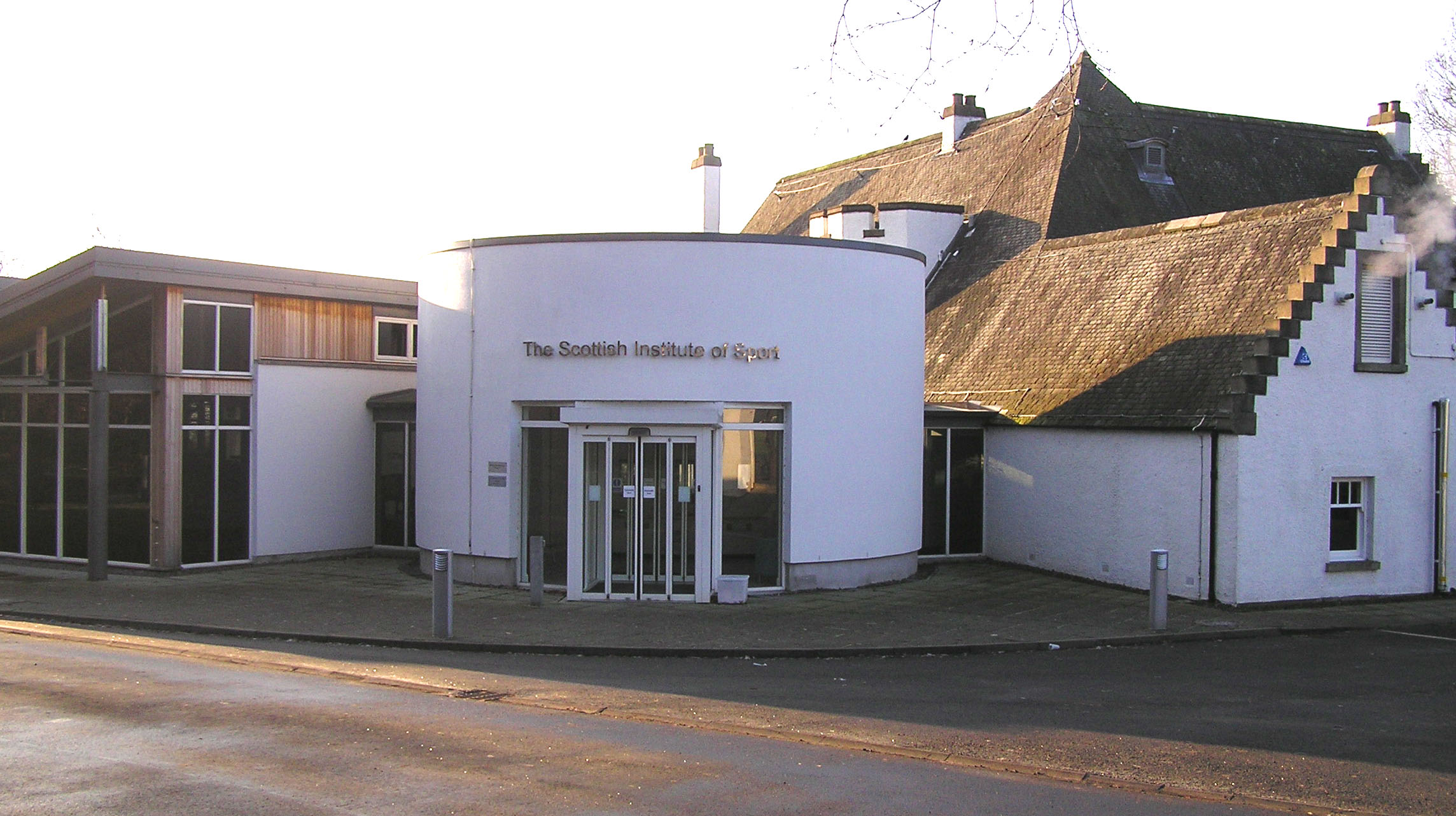
苏格兰体育协会总部

作为苏格兰體育最为出色的大学，斯特灵大学有着大量综合配套的体育设施，其是英国16所有着5星体育设施的大学之一。大学拥有自己的9洞高尔夫球场和练习场，以及其他位于学园内或周处的其它体育设施。大学学院内的Gannochy国家网球中心是被公认为一个国家示范中心，其有一个室内游泳池，羽毛球和壁球场，健身房，体育馆和全天候运动场可供学生，工作人员和市民使用。大学的校园被苏格兰体育协会，英联邦运动会理事会，苏格兰游泳协会选定为总部。新的50米游泳池作为苏格兰游泳学院的一部分于2002年完成。进一步发展包括建立了一个足球学校以及一个体育示范中心，拟建立一个中心的最佳体育成就。体育奖学金涵盖6个领域：划船，高尔夫球，壁球，游泳，网球，铁人三项，使运动员学生可以参加国际赛事。

### Highland以及Western Isles校区
斯特灵大学在因弗尼斯（Inverness）以及斯托诺韦（Stornoway）设有校区，专门开设护士和助产士教学。Highland校区设在因弗尼斯（Inverness）校区的Raigmore医院内。得益于其最近迁移到新的健康科学中心，该校区建设有教学设施和学生宿舍，并于2007年重新开放。Highland健康科学图书馆也位于这个校构内。Western Isles校区位于斯托诺韦（Stornoway），其楼舍是最近新建成的Western Isles医院的一部分。其学生宿舍位于刘易斯医院的周边。

## 学术部门
| - 应用社会科学学院 - 水产养殖研究所 - 生物和环境科学学院 - 计算科学和数学学院 - 斯特林教育学院 - 英语学院 - 护士和助产士系 | - 管理学院 - 会计及财务分院 - 商业及组织分院 - 经济分院 - 营销分院 - 体育研究系 - 国际学习中心 | - 电影,媒体和新闻学院 - 历史学院 - 语言,文化和宗教学院 - 法学院 - 哲学系 - 政治系 - 心理学系 |  |

## 教学
自成立以来，斯特灵大学将学位课程模块化，大大加强了课程的灵活性和可选性。斯特灵是首个采用两学期制而非三学期制的英国大学。第一学期是从9月中旬至圣诞节。第二学期从2月中旬开始到5月底结束，夏季学术课程还提供晚上授课。目前大学有超过256个本科学位课程。研究生课程也是多种多样。
大学的教学水平一直得到高度评价。政治，会计，金融，经济学，社会学，宗教学，商学，心理学和英语等学科的优秀教学评级证明，斯特灵在艺术和社会科学方面的专业都引人注目。在自然科学，环境科学方面它也获得极高的评价。除了一个科目以外，所有其它科目的教学质量评估均至少被评为“非常满意”，并在泰晤士报高等教育副刊的教学评估中位列英国前十名。哲学评审报告将斯特灵大学的联合研究生课程与圣安德鲁斯大学并列为英国第二，英语国家第十三。尽管新生入学人数有所下降，但毕业生毕业后的6个月的就业率不断升高。根据2006年星期日泰晤士报优秀大学指南，斯特灵毕业生的就业能力位列全英第三。

## 科研
斯特灵大学的专家研究中心有：癌症护理研究中心，苏格兰经济研究网络水产养殖研究所，欧洲关系研究中心，环境史和政策中心，斯特灵媒体研究所，社会工作研究中心，痴呆症社会研究中心，苏格兰毒品研究室，苏格兰慢性疼痛研究中心，苏格兰语言信息教学和研究中心，终身学习中心，零售研究中心。
在2001年研究评审工作中 ，斯特灵大学一半以上的大学研究中心被评定为“ 5 ”的高级别（这表明，大多数研究在这些领域被认为是至少符合国家卓越标准，或符合国际卓越标准）。大学一半的学术部门在苏格兰排名第一。 被评为“ 5 ”的科目包括：会计，金融和法律，水产养殖，电影及媒体研究，英文研究报告，法国，历史;心理学，哲学社会工作，宗教研究。其他学科领域同时也获得了高度评价， 包括：生物、科学、商业和管理、经济、教育、德国、体育研究。
大学研究经费的增加超过了其他苏格兰大学，其增幅也是英国最大的。该大学有外部资助研究的记录（包括花费，成果，进度等），因此吸引了英国科研理事会，中央和地方政府，欧洲联盟和慈善机构等的补助和奖励。它进行的高质量科研范围涵盖了基础学科到战略研究，为苏格兰的经济，社会和文化生活和超越作出了重要贡献。

## 国际学习中心（预科）
斯特灵大学的国际学习中心（ISC）位于校园中央，是即预科课程的授课地点。其开设有本科预科以及硕士预科。
本科预科课程面向国际学生，相当于斯特灵大学四年制荣誉学士学位课程的一年级课程，是国际学生提供直接入读大学二年级本科课程提供过渡性的教育。本科预科课程为学科制结构。课程分三类专业方向，包括商务和文科、理科和计算机。学生必须修读的学科包括英语、核心数学、学习技能以及英国文化与社会。学生还要针对自己选择的学位课程专业方向选修四门学科。
硕士预科直接衔接11种硕士学位科程，包括：银行金融，环境金融，能源管理，财务，财务新闻，人力资源管理，国际会计，国际商务，管理，投资分析，营销，零售管理，旅游管理。

## 排名
- 在加强高等教育，教学和研究的标准的可用性上排名全英第一，课程未完成率低（泰晤士报高等教育副刊， 2002年）
- 英国大学最佳学生体验奖前10名（泰晤士报2006年高等教育副刊）
- 排名前20的专业有： “教育” （第6），“哲学” （第14），“通信和媒体研究”（第 14），“酒店，休闲，娱乐，体育和旅游”（第 15）（星期日泰晤士报）
- 英国拥有5星级体育设施的16所大学之一（2003年星期日泰晤士报）
- 苏格兰最佳学生会奖排名第一（娱乐和舞蹈协会， 2003年）
- 会计及财务在全英会计与财务专业排名中位列前20，并且作为唯一入围的苏格兰大学（泰晤士报优秀大学指南，2006年6月）
- 政治专业排名第二十，经济专业排名第二十八。（卫报）